# K. Haralahalli, Piriyapatna
K. Haralahalli là một làng thuộc tehsil Piriyapatna, huyện Mysore, bang Karnataka, Ấn Độ.